# Gastronomía de Sinaloa

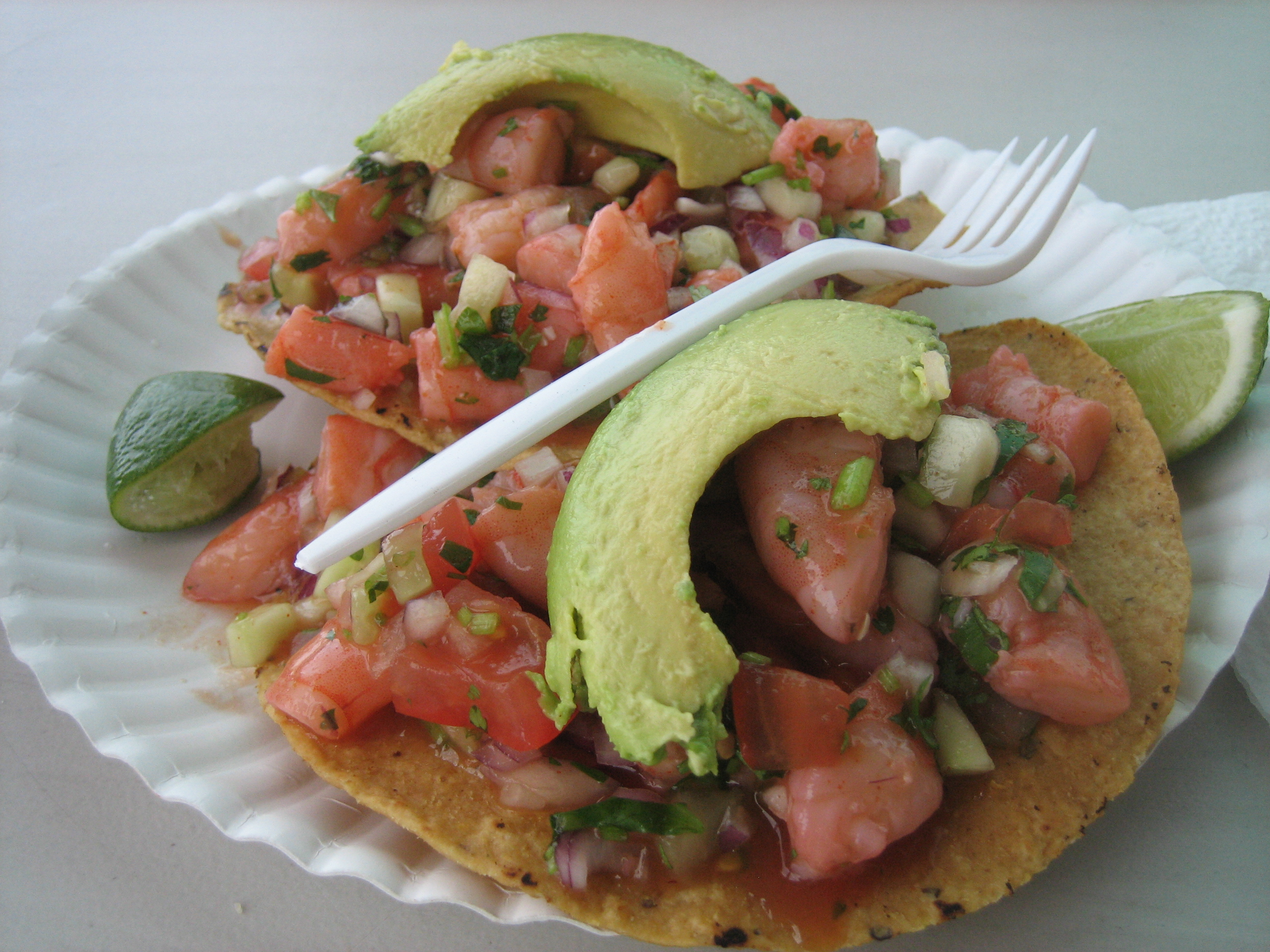
Tostadas de camarón. Los productos del mar son una parte importante de la dieta sinaloense.

La gastronomía sinaloense es la tradición culinaria de este estado al noroeste de México. Su forma paralela a la costa ha hecho que los productos del mar devengan de vital importancia en los platillos sinaloenses. Algunos platillos famosos de Sinaloa son el chilorio, el aguachile o la cahuamanta.
Además Sinaloa se ha ganado el mote de «el granero de México» por su gran producción agrícola, con aproximadamente 6 millones de toneladas de maíz anuales pero también frijol, trigo, ajonjolí, papas o garbanzo. También destaca en horticultura y acuicultura.

## Productos

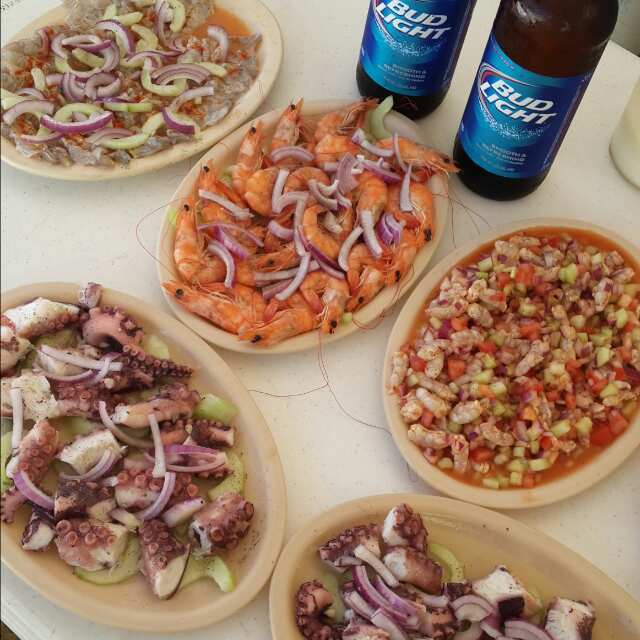
Surtido de marisco en Mazatlán.

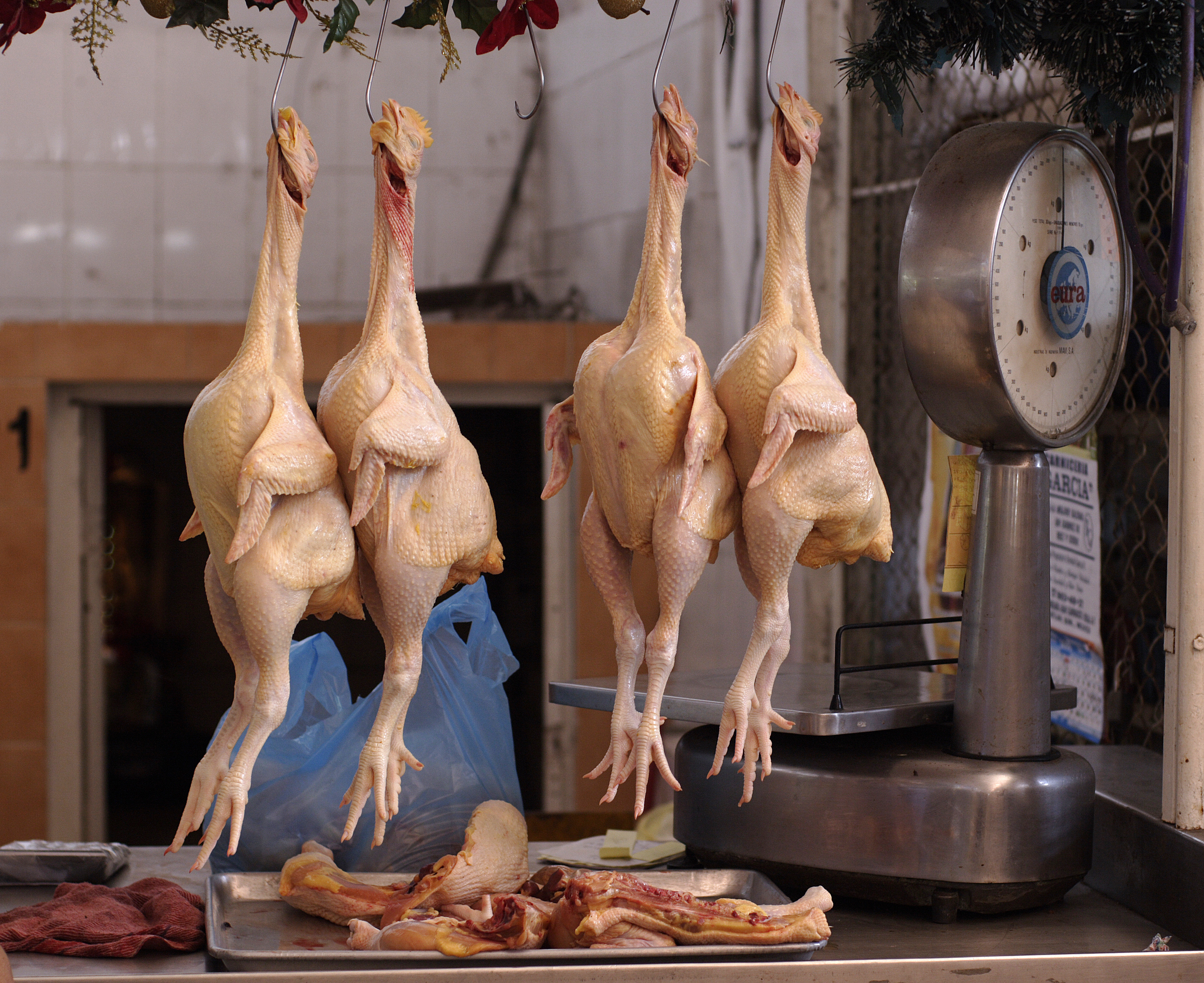
Carnicería en el mercado de Mazatlán.

Sinaloa es una importante región productora de hortalizas como el tomate o el pepino, granos como el maíz, carnes y pescados. Cabe destacar:
- Los productos del mar, desde pescados como el pargo, la tilapia, la sardina o el atún, moluscos como la almeja, el ostión o el mejillón y crustáceos como el cangrejo o el camarón (gamba). De hecho, Sinaloa es líder nacional en producción de camarón y atún, con 79.000 t y 67.000 t respectivamente (datos de 2011).[5] Aparte de la industria pesquera, el estado posee también una importante actividad en acuicultura, de la que destacan los municipios de Ahome, Guasave y Angostura.[6]
- El maíz, siendo el principal estado productor de México y habiendo duplicado su producción desde 1990 (unas 837.000 ha sembradas).[7] Sinaloa produce 5 millones de toneladas de maíz (2015), que exporta a toda la República y a otros países, lo que le ha valido el título de «el granero de México».[8]
- Hortalizas varias, entre las que cabe destacar el chile verde, la cebolla, la sandía, la papa, la berenjena, el pepino, el tomate verde... entre las frutas, Sinaloa produce mango, coco, naranja, ciruela, caña de azúcar, papaya, limón...[nota 1]
  - El jitomate o tomate rojo, una de las hortalizas que más produce Sinaloa, concretamente en Culiacán, seguido de Guasave, Los Mochis y La Cruz. En el año 2015 se produjeron 867.164 toneladas,[9] lo que supone entre un 20% y un 30% del total de México (2014).[10]

## Antojitos y platillos
Entre los antojitos y platillos de Sinaloa, cabe mencionar:
- El aguachile de camarón, elaborado con camarones (nombre en México para la gamba) que se dejan encurtir entre 30 y 15 minutos en una mezcla de jugo de limón, cebolla, clamato y chile. Los camarones se cocinan por la acidez del limón.[11] En 2019, un equipo de gastrónomos dirigidos por chef Miguel Taniyama de Culiacán se valieron el récord al aguachile más grande del mundo, con 2 toneladas de camarón, en el contexto del festival Saborea Sinaloa.[12][13]
- La caguamanta o cahuamanta, un estofado de mantarraya y camarón, aromatizado con chile pasilla, orégano, comino, ajo, y acompañado de verduras varias.[14] Originalmente se preparada con tortuga caguama, pero en 1978 entró en la Lista Roja de especies amenazadas y se prohibió su caza, así que se sustituyó por la manta.[15]
- El caldillo sinaloense, hecho con carne machaca (carne de res salada, secada al sol y machacada), huevo, cebolla, jitomate, ajo, cilantro, calabacita, chile y papas.[16]
- El chilorio, carne deshebrada con chiles (comúnmente chile ancho) en manteca de cerdo y especiado con orégano, comino y ajo.[17] Este guiso se puede servir en taco, burrito o chimichanga[18] (un burrito frito). Generalmente se usa una carne fácil de deshebrar, como la falda, la espaldilla o la paleta del cerdo.[19]
- Las enchiladas del suelo, tipo de enchiladas nacidas en Culiacán y rellenas de chorizo, longaniza y/o papas. Existen varias versiones, aunque por lo general siempre la tortilla se empapa previamente con salsa de chile colorado. Se sirven con lechuga y cebolla, rábano o calabacitas.
- La machaca con huevo, una preparación de la carne que consiste en salarla, secarla y machacarla (de ahí su nombre) con huevos que se sirve generalmente para el desayuno.
- El pescado zarandeado, que puede ser pargo, róbalo, cabrilla...[20] el pescado se abre como mariposa y se prepara a la parrilla.
- Taco gobernador, tacos rellenos de camarón y aderezados con limón, orégano y cebolla.[21] Son típicos de la Cuaresma cristiana, y se sirven en tortilla de maíz o harina.
- Los tamales barbones, elaborados con camarón (con su cabeza y su «bigote», de ahí el nombre) cocido y adobado en salsa de chiles.[22] El tamal es una elaboración típica de México y otros lugares de América Latina hecho de harina de maíz y manteca de cerdo envuelta en hoja de maíz y atado con cuerda.

## Postres y dulces

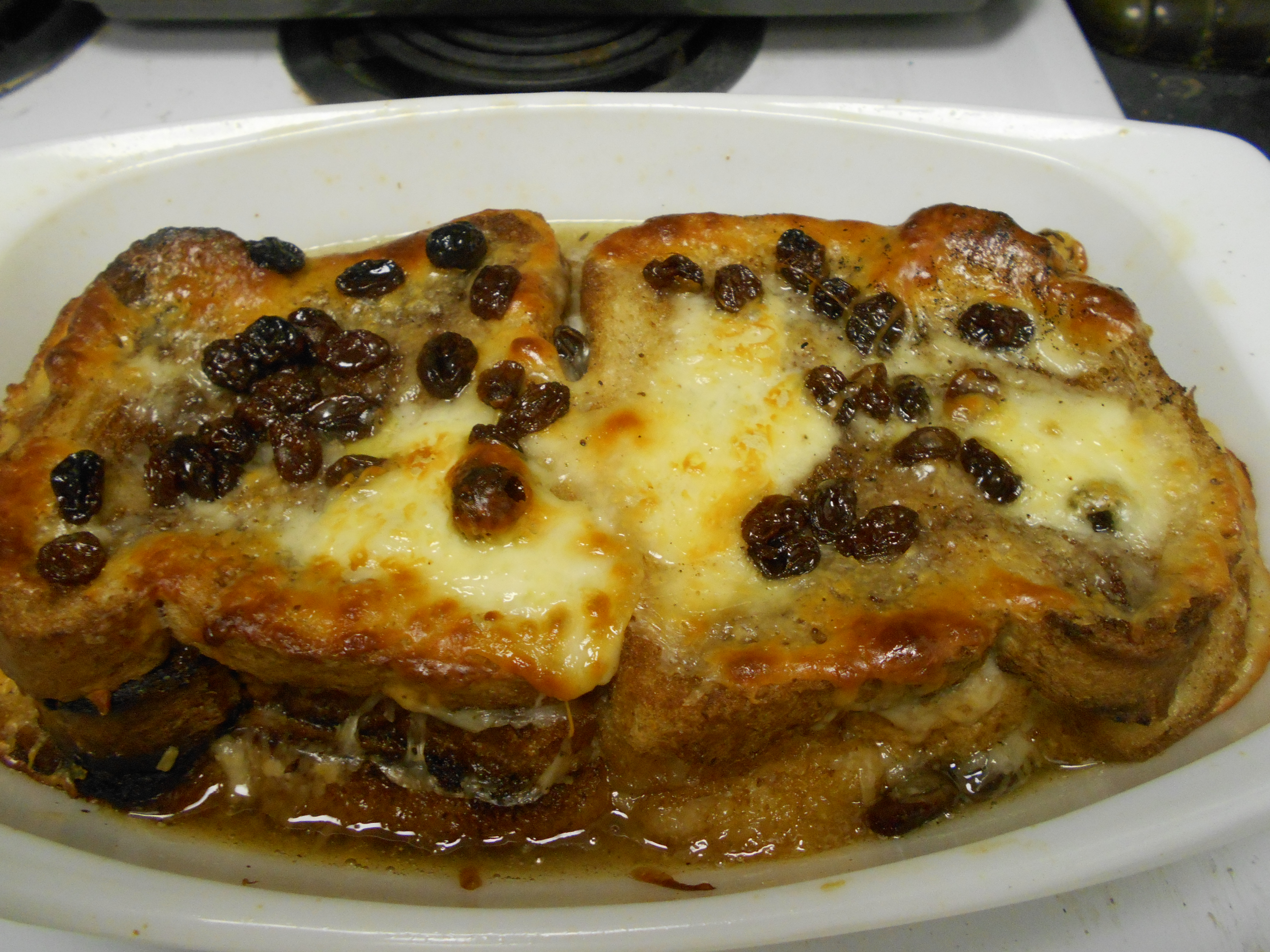
Capirotada.

- La capirotada, un postre típico de varios estados del norte y oeste de México, hecho de pan birote, pasas, nueces y cacahuates, cubierto con jarabe de piloncillo y queso de mesa rallado.
- Los coricos o tacuarines, un tipo de galleta de maíz con forma de dona (redondo y con agujero en medio).
  - Pinturitas, coricos de harina de trigo, huevo, leche y manteca o mantequilla.
- Los jamoncillos, dulce típico mexicano similar al dulce de leche, pues básicamente lleva leche y azúcar, así como un toque de nuez picada.[23]

## Bebidas
- Atole, una bebida caliente y espesa a base de fécula de maíz. Muy popular en todo México, aunque cada región tiene sus variantes. En Sinaloa es famoso el atole de pinole,[24] que es harina de maíz tostada con piloncillo (panela) y canela.
- Uvola, una bebida gaseosa de uva y ginger ale típica de Los Mochis.